# В'язовиця
В'я́зовиця — село в Україні, у Іллінецькій міській громаді Вінницького району Вінницької області.

## Історія
1864 року за описом Лаврентія Похилевича село належало Якову Бартошевицькому. 187 селян обробляло 365 десятин землі та користувались Михайлівською церквою сусіднього волосного містечка Жорнище.
Станом на 1885 рік у колишньому власницькому селі Жорницької волості Липовецького повіту Київської губернії мешкало 191 особа, налічувалось 34 дворових господарства, існував водяний млин.
Станом на березень 2006 року, у селі проживає 3 офіційно зареєстрованих людей.
12 червня 2020 року, відповідно до розпорядження Кабінету Міністрів України № 707-р «Про визначення адміністративних центрів та затвердження територій територіальних громад Вінницької області» село увійшло до складу Іллінецької міської громади.
19 липня 2020 року, в результаті адміністративно-територіальної реформи та ліквідації Іллінецького району, село увійшло до складу Вінницького району.

## Символіка
Затверджена 18 липня 2018 р. рішенням № 646 XXXIV сесії міської ради VIII скликання. Автори — В. М. Напиткін, К. М. Богатов, О. Д. Письменна.

### Герб
У зеленому щиті срібних хвилястий стовп, супроводжуваний двома золотими в'язами (герб є промовистим). Герб вписаний в золотий декоративний картуш і увінчаний золотою сільською короною. Унизу картуша напис «В'ЯЗОВИЦЯ».
Герб означає назву населеного пункту, дерева, що росли на березі ріки В'язовиці.

### Прапор
Квадратне полотнище розділене хвилясто вертикально на зелену, білу і зелену смуги у співвідношенні 9:2:9. На зелених смугах по жовтому в'язу.